# 贡丁
贡丁是葡萄牙波尔图区的一个堂区。总面积1.38平方公里，总人口1929人，人口密度1397.8人/平方公里。